# Samsung Galaxy A25 5G
El Samsung Galaxy A25 y Samsung Galaxy A25 5G son teléfonos inteligentes Android anunciados el 11 de diciembre de 2023 y lanzados el 16 de diciembre de 2023

## Diseño
La pantalla está fabricada con Corning Gorilla Glass 5. El panel trasero y los laterales son de plástico esmerilado.
El diseño del Galaxy A25 5G es prácticamente idéntico al de su predecesor, pero el panel trasero ahora es completamente plano y la transición entre este y la cámara es más fluida. Además, el Galaxy A25 5G cuenta con protección contra la humedad y el polvo según el estándar IP67.
En la parte inferior, se encuentra un conector USB-C, un altavoz y un micrófono. Dependiendo de la versión, también cuenta con una ranura para una tarjeta SIM y una tarjeta de memoria microSD de hasta 1 TB, o una ranura híbrida para dos tarjetas SIM. El segundo micrófono se encuentra en la parte superior. En el lateral derecho, se encuentran los botones de volumen y el botón de bloqueo del smartphone, junto con un sensor de huellas dactilares, que conforman el nuevo sello distintivo.
El teléfono inteligente se vende en 4 colores: Negro, verde, azul, y celeste. a diferencia de su predecesor.